# Mezquita de Haji Abdul Rahman
La Mezquita Abdul Rahman (darí: مسجد عبدالرحمان; pasto: د عبدالرحمان جومات) se encuentra en una de las zonas comerciales centrales de Kabul, llamada Deh Afghanan, cerca de la plaza Pastunistán, el parque Zarnegar y el otrora popular Plaza Hotel. El edificio tiene tres pisos de altura, construido sobre 1,4 hectáreas (3,5 acres) de tierra. Un piso del edificio está dedicado únicamente a las mujeres.
La mezquita lleva el nombre de un influyente empresario afgano llamado Hajji Abdul Rahman que ha muerto, pero sus hijos continuaron el proyecto. La construcción de la mezquita comenzó en 2001 por Hajji Abdur Rahman, pero se retrasó varios años debido a la burocracia. La mezquita tiene la capacidad de atender a 10 000 personas a la vez. También hay una madrasa dentro de la mezquita y una biblioteca que contiene 150 000 libros.
El trabajo principal en la mezquita se completó a finales de 2009, pero la inauguración oficial tuvo lugar en julio de 2012, a la que asistieron el expresidente afgano Hamid Karzai y muchos otros funcionarios de alto rango. Se dice que el edificio de la mezquita fue diseñado inicialmente por el arquitecto afgano Mir Hafizullah Hashimi.